# Liste de prénoms berbères
Cet article présente une liste de prénoms berbères (prénoms féminins et masculins)

## A
- Aghiles, Aghilas, Ghilas (Riles) (m) : du mot "panthère, lion,tigre"
- Anir (m) : ange
- Antalas (Antala) (m) : brave, courageux
- Abba (m) : père[1]
- Adan (m)[2]
- Adid (m)[2]
- Adza (m)[2]
- Affi (m)[2]
- Afdis (m) : signifie "Marteau"
- Afenniš (m)[2]
- Afrukh (m)[2] : oiseau
- Afsahi (m)[2]
- Ahajji (m)[2]
- Ahamu (m) : diminutif d'Akhamuk[1]
- Ahar (m) : lion[1],[3]
- Aḥmiš (m)[2]
- Aḥsiku (m)[2]
- Akbabu (m)[2]
- Akli (m) :Noir [4]
- Aksil (m)
- Akudad (m)[2]
- Akziz (m)[2]
- Akhamuk (m)[1]
- Alexi (m)[2]
- Amadšu (m)[2]
- Amar, Ammar (m) : celui qui ne manque de rien
- Amastan (m) : défenseur, protecteur[1]
- Amayas (m) : guépard[1]
- Amedras (m)[2]
- Amhawš (m)[2]
- Amjun (m)[2]
- Amermuš (m)[2]
- Amergiw (m)[2]
- Amezyan (m) : benjamin[4]
- Amezza (m)[2]
- Amghar (m) : chef[1],[3]
- Amyitri (m) : prénom Amazigh moyen Atlas signifiant : Comme l’étoile
- Amzar (m)[2]
- Anna (f) : mère[1]
- Annaz (m)[2]
- Andaz (m)[2]
- Arafu (m)[2]
- Ašbaku (m)[2]
- Ašnani (m)[2]
- Awras (m)[2]
- Azwaw (m) : nom kabyle traditionnel : homme honorable[5],[4]
- Azzad (m)[2]
- Arezki (m)
- Asalas (m)
- Ablal (m)
- Adbul (m)
- Azal (m)
- Ayur (m) : nom chleuh signifiant la lune
- Alehyan (m) : nom chleuh signifiant le chanceux
- Aucheni (m)
- Abarug
- Atta
- Achku
- Adal
- Awrigha
- Aggur
- Aghali
- Aghecher
- Agwama
- Agwellidth
- Ahamatu
- Ahaszzi
- Ahmis
- Akar
- Akatelaji
- Akawel
- Akbabu
- Akmin
- Akorakor
- Akutla
- Alennas
- Amaszusz
- Amattaken
- Amdegh
- Argan (m)
- Arris (m)
- Asmun (m)
- Asirem (m)
- Aureb (m)
- Asafar (m) : médicament
- Anwal (m)
- Amud (m)
- Ameqran (m) : l’aîné, le grand.
- Anzar (m)
- Akenza (m)
- Ajeddig (f) : fleur
- Assil (f)
- Allena (f)
- Avedda (f)
- Anila (f)
- Anya, Ania (f)
- Anaruz (f)
- Alissya (f)
- Assa (f)
- Aylana (f)
- Aylimas (Aylema[6]) (f)

## B
- Badaz (m)[2]
- Badi (m)[2]
- Badida (f)[2]
- Baddis (m) : petit-fils de Bologgn, fondateur de la dynastie des zirides. Baddis régna de 996 à 1016[5],[2]
- Bagduda (f)[2]
- Baha (m)[2],[7]
- Bahada (m)[2]
- Baheddi (m)[2]
- Bahemmuš (m)[2]
- Bahenna (m)[2]
- Bahya (f)
- Baheyya et Baya (f)[4]
- Baḥaja (m)[2]
- Baḥnini (m)[2]
- Baḥsis (m)[2]
- Baḥḥu (m)[2]
- Baḥuš (m)[2]
- Bakhkhu (m)[2]
- Bakheyyi (m)[2]
- Bajja (m)[2]
- Bajji (m)[2]
- Bakku (m)[2]
- Bakki (m)[2]
- Bakebbu (m)[2]
- Bakdid (m)[2]
- Bakezda (m)[2]
- Balluk (m)[2]
- Balwa (m)[2]
- Bammu (m)[2]
- Bani (m)[2]
- Banini (m)[2]
- Bareḥḥu (m)[2]
- Barša (m)[2]
- Barur (m)[2]
- Bassi (m)[2]
- Bassou (m)[2]
- Baya (f)
- Beri (f)
- Birem (m)
- Blal et Belal (m)[1],[4]
- Brahem (m)
- Briruc (m) : diminutif de Yebrahim[4]
- Bedergemu (m)[1]
- Bezzi ou Bezza (m) : diminutif familier d'Amezyan[4]
- Boussad (m)
- Bologhine (m)

## C
- Cyrianne (f)
- Celia, Cylia (f)
- Chabha, Chavha (f)
- Chérine (f)
- Chila (f)
- Celina, Cylina (f)
- Cila (f)
- Chama (f)
- Chucha (f)
- Chachnaq (m)
- Celyan, Cilyan (m)
- Cemlal (m)
- Cehdir (m)
- Cikar (m)
- Channa (m)

## D
- Dadduh (m)
- Dadda, Dada (m)
- Dalia, Dalila
- Damia , Damya (f)
- Danna (f)
- Dassine (f)
- Demmu  (f)
- Delina, Dilina (f)
- Deren (m)
- Deril
- Dihya, Dihia  (f) : reine berbère ayant combattu les invasions arabes
- Dihinna  (f)
- Dilisya, Delisya  (f)
- Dhouha
- Djida (f)
- Djilali (m)
- Djura
- Doress (f)
- Dunna  (f)
- Dudja  (f)

## E
- Ebeggi (m)[1]
- Elyas (m) (cf Ilyas)[4]
- Elwan (m)
- Erwan, Erouan (m)
- Essya (f)
- Emmah, Emmeh: il signifie prune (f)
- Essifa (f)
- Emmahin: il est un prénom touareg composé d"emmah qui veut dire "prune" et in qui signifie "ma" donc le mot veut dire "ma prune" (f)

## F
- Fatima (f) : Fadi, Fodi[1],[4]
- Firhun (m)[3]
- Feriel
- Ferroudja(f) prénom berbère très ancien qui signifie la chance et le porte bonheur (y'a ceux qui disent que ça signifie les poussins colombe )
- Fadma

## G
- Gana (m)[4]
- Giss (m)[2]

Gaya {masc} roi berbère

## Gh
- Ghadda (f)[2]
- Ghumer (m) : de l'arabe Omar عمر)[1]
- Ghilas (Riles),  Aghiles, Aghilas (m) : du mot "panthère, lion"

## H
- Hakku (m)[2]
- Haggi (m)[2]
- Heddi (m)[2]
- Heddu (m)[2]
- Hejju (f)[2]
- Hemmu (m)[2]
- Hemmucha (f)[2]
- Hennu (f)[2]
- Hennuba (f)[2]
- Herri (f)[2]
- Herru (f)[2]
- Heššu (m)[2]
- Hettu (m)[2]
- Hissu (m)[2]
- Hra (f)[2]
- Hdda (f)[2]
- Hemmi (f)[2]

## I
- Ibbu (f)[2]
- Idir (m)[2],[4]
- Idris (m) : d'origine arabe Idris. Variantes : Dris)[4].
- Iffu (m)[2]
- Ihya (m) : traduction non littérale arabo-musulmane de Jean, variations : Yahya, Yehya
- Ijja (f) : Prénom traditionnel : celle qui a une odeur douce[2],[8]
- Ijju (f)[2]
- Ikken (m)[2]
- Ilyas (m) : d'origine arabe Élie. Variante : Elias.
- Immas (m)[2]
- Ikku
- Irru (m)[2]
- Issef (m)[2]
- Issid (m)[2]
- Iššan (m)[2]
- Išši (m)[2]
- Iššu (m)[2]
- Ittu (f). Variantes : Ito, Etto, Yitto, Yatto[2].
- Ittuba (f)[2]
- Ittuna (f)[2]
- Izza (f). Variantes : Yezza[2],[7].
- Illi (f) : ma fille
- Izlan (f) : mélodie

- Idel (m):prénom berbère qui signifie la prospérité

## J
- Jedjiga et Jidji (f) : Fiore[4]
- Jugurtha (m)[4] : Roi berbère
- Juba (m)[4] : Roi berbère

## K
- Kebbu (m)[2]
- Keffu (m)[2]
- Kawsen (m)[2]
- Kella (f)[1]
- Kellya (f)[1]
- Kennu (m)[2]
- Kenwa (f)[1]
- Ketta (m)[2]

## Kh
- Khedduj (f) : de l'arabe Khadija)[2]
- Khella (m)[2]
- Khellouja (f) : variant kabyle du prénom Khlidja qui vient de l'arabe Khadija)[2]
- Khellu (m)[2]
- Khennuj (f)[2]
- Khetta (f)[2]
- Khnata (f)[2]

## L
- Laamara
- Lahcen (m)
- Lounis (m) Variante : Lunis
- Luka (m)
- Lilla (f)
- Louisa (f)[4]

- Lhoussaine

## M
- Madele
- Madghis (m)
- Mamma (f)
- Mâma (f) : mère
- Masin ou Massin (m)
- Massilia
- Massinissa (m)
- Massiva
- Masnsen (m)
- Massyl (masculin) : prince mort au combat pour sauver sa tribu
- Masties ou Mastias : roi de l'Aurès
- Mbarek (m) : béni, de l'arabe
- Mbarka (f)
- Mebruk (m) et Mebruka (f)
- Mezyan (m) : benjamin. Variante : Amezyan
- M'hand/M'hend
- Micipsa (m) : fils de Massinissa.
- Mimoun (m)
- Mimount (f)
- Moha et Muḥa (m)
- Mohand (m)
- Moana (m)
- Modross (m) : veut dire "gringalet", pas sur que ce soit un prénom
- Mouloud (m)
- Messad (f)
- Myrina (Amazone) : ancienne reine

## N
- Nanna (f) : mère[1]
- Nebruk (m) Variante de Mebruk
- Nebruka (f) Variante de Mebruka[1]
- Nelya, Nelia (f) : petite fleur
- Noham (m)
- Numidia (f)
- Nuva (f)
- Nunja (f)

## O
- Onessa
- Oudda
- Ouminet
- Ouna
- Ounifa
- Ourika
- Ohra
- Oussa
- Ouzia
- Ouzna

## Rassim
- Rabha (f)[2],[4]
- Rabeh (m)[4]
- Reggu (m)[2]
- Rehhu (m)[2]
- Rehma (f)[2]
- Remdan (m) : né durant le Ramadan[4]
- Rqiyya (f)[2]
- Rziga (f)[2]
- Rezqeyya (f)[4]
- Riga
- Rula
- Reqima
- Raissa, Rayssa
- Rufayda (f)
- Rujda (f)
- Ranya (f)
- Radna (f)
- Radya (f)
- Rabia (f)

## S
- Sliman (m) : Salomon[2],[4]
- Sahara
- Smayl et Smayn (m) : Ismaël[4]
- Silya, Selya (f)
- Selyan (m)
- Syphax (m)
- Sadghiyan
- Saad
- Sadden
- Sadghiyan
- Sakku
- Salas
- Salla
- Sifa
- Sifaw
- Satna
- Salsa
- Seghima (f)
- Siman (f)
- Syra (f)
- Sulas (m)
- Seghmar (m)
- Sayan (m)
- Sifaw (m)
- Sefruy (m)
- Sifal (m)
- Shenna
- Shennae
- Shana
- Shennaï

## T
- Tuda (f)[2]
- Taballutt (f)[2]
- Tabaynutt (f)[2]
- Tabbayt (f)[2]
- Tabuḥayt (f)[2]
- Tachfine
- Tadda (f)[2]
- Taklit (f) : feminin de Akli)[1]
- Tamalssa (f): l'innocente
- Tamghara (f):  feminin de Amghar)[1]
- Tamimount (f)
- Tanina : oiseau légendaire d'une rare beauté
- Tassadit (f) : félicité
- Tassili (f) : la douce
- Tata (f)[2]
- Tatam (f)[2]
- Tayma (f)[2]
- Tayttutt (f)[2]
- Tazzalit : la prière
- Tel-angi (f) : qui a l'eau courante[1]
- Telgumas (f) : qui a un frère[2]
- Thafath
- Tifayyur (f) : plus belle que la lune
- Tilila[4]
- Tilleli : liberté
- Tin Hinan
- Tin Yefsan (f) : la glorieuse
- Tiziri (f) : clair de lune
- Taziri (f)
- Tla (f)[2]
- Tlaytmas (f) : qui a deux frères[2],[9]
- Titem et Timuš (f) : diminutif de Fatima)
- Tugga (f)[2]
- Tuka (f)[2]
- Tula (f)[2]

## U
- Ugahi
- Ugdada
- Uhellu
- Uheyya
- Ukennu
- Ukkus
- Uksem
- Ulili
- Ulttach
- Unam
- Unghasen
- Urthridth
- Uryaghel
- Urziz
- Utas
- Utiw
- Uzmir
- Uzza
- Uzzin

## W
- Watila
- Wadyusan : celui qui est venu
- Wesina
- Wigelden
- Wiza
- Wnissa
- Wrina
- Wasen
- Wattas
- Wayaasi
- Wahlim
- Wejriw
- Wimddn (m) : celui des gens. Le sociable, le serviable[8].
- Winaytmas  (m) : celui de ses frères[8]
- Wintammny (m) : celui de miel, qui a la douceur du miel[8]
- Wiwul (m) : celui du cœur[8]

## Y
- Yuba/Youba

- Yugerten / Yougerten ( Il les a surpasssé / Le meilleur d'entre eux )
- Yero/Yoro

## Z
- Zinedine (m)
- Ziri (m)
- Zawi (m)
- Zennu (f)[2]
- Zmamu (m)[2]
- Zouina (f)[2]
- Zzahi (m)[2].